# Sofia (nummer)
Sofia is een nummer van de Spaanse singer-songwriter Álvaro Soler. Hoewel het nummer niet op Soler's debuutalbum Eterno Agosto en ook niet op de Italiaanse en Spaanse deluxe-versie staat, bevat de internationale versie van het album wel het nummer.
Het nummer werd een grote hit in Italië, en stond na drie weken al op de nummer-1 positie. Ook in andere Europese landen werd het nummer een groot succes en behaalde de elfde plaats in de Nederlandse Top 40. De bijhorende videoclip is opgenomen in Havana in Cuba.

## Tracklijst
| Nr. | Titel | Duur |
| --- | ----- | ---- |
| 1.  | Sofia | 3:30 |

| Nr. | Titel | Duur |
| --- | ----- | ---- |
| 1.  | Sofia | 3:30 |
| 2.  | Volar | 3:01 |

| Nr. | Titel                       | Duur |
| --- | --------------------------- | ---- |
| 1.  | Sofia (B-Case remix)        | 3:16 |
| 2.  | Sofia (Oovee remix)         | 3:44 |
| 3.  | Sofia (Robin Grubert remix) | 3:21 |

## Hitnoteringen

### Nederlandse Top 40
| Hitnotering: 11-06-2016 t/m 08-10-2016 | Hitnotering: 11-06-2016 t/m 08-10-2016 | Hitnotering: 11-06-2016 t/m 08-10-2016 | Hitnotering: 11-06-2016 t/m 08-10-2016 | Hitnotering: 11-06-2016 t/m 08-10-2016 | Hitnotering: 11-06-2016 t/m 08-10-2016 | Hitnotering: 11-06-2016 t/m 08-10-2016 | Hitnotering: 11-06-2016 t/m 08-10-2016 | Hitnotering: 11-06-2016 t/m 08-10-2016 | Hitnotering: 11-06-2016 t/m 08-10-2016 | Hitnotering: 11-06-2016 t/m 08-10-2016 | Hitnotering: 11-06-2016 t/m 08-10-2016 | Hitnotering: 11-06-2016 t/m 08-10-2016 | Hitnotering: 11-06-2016 t/m 08-10-2016 | Hitnotering: 11-06-2016 t/m 08-10-2016 | Hitnotering: 11-06-2016 t/m 08-10-2016 | Hitnotering: 11-06-2016 t/m 08-10-2016 | Hitnotering: 11-06-2016 t/m 08-10-2016 | Hitnotering: 11-06-2016 t/m 08-10-2016 | Hitnotering: 11-06-2016 t/m 08-10-2016 |
| Week:                                  | 1                                      | 2                                      | 3                                      | 4                                      | 5                                      | 6                                      | 7                                      | 8                                      | 9                                      | 10                                     | 11                                     | 12                                     | 13                                     | 14                                     | 15                                     | 16                                     | 17                                     | 18                                     |                                        |
| -------------------------------------- | -------------------------------------- | -------------------------------------- | -------------------------------------- | -------------------------------------- | -------------------------------------- | -------------------------------------- | -------------------------------------- | -------------------------------------- | -------------------------------------- | -------------------------------------- | -------------------------------------- | -------------------------------------- | -------------------------------------- | -------------------------------------- | -------------------------------------- | -------------------------------------- | -------------------------------------- | -------------------------------------- | -------------------------------------- |
| Positie:                               | 38                                     | 30                                     | 25                                     | 22                                     | 19                                     | 14                                     | 11                                     | 11                                     | 13                                     | 14                                     | 14                                     | 19                                     | 19                                     | 19                                     | 21                                     | 24                                     | 34                                     | 40                                     | uit                                    |

### NederlandseSingle Top 100
| Hitnotering: 11-06-2016 t/m 15-10-2016 | Hitnotering: 11-06-2016 t/m 15-10-2016 | Hitnotering: 11-06-2016 t/m 15-10-2016 | Hitnotering: 11-06-2016 t/m 15-10-2016 | Hitnotering: 11-06-2016 t/m 15-10-2016 | Hitnotering: 11-06-2016 t/m 15-10-2016 | Hitnotering: 11-06-2016 t/m 15-10-2016 | Hitnotering: 11-06-2016 t/m 15-10-2016 | Hitnotering: 11-06-2016 t/m 15-10-2016 | Hitnotering: 11-06-2016 t/m 15-10-2016 | Hitnotering: 11-06-2016 t/m 15-10-2016 | Hitnotering: 11-06-2016 t/m 15-10-2016 | Hitnotering: 11-06-2016 t/m 15-10-2016 | Hitnotering: 11-06-2016 t/m 15-10-2016 | Hitnotering: 11-06-2016 t/m 15-10-2016 | Hitnotering: 11-06-2016 t/m 15-10-2016 | Hitnotering: 11-06-2016 t/m 15-10-2016 | Hitnotering: 11-06-2016 t/m 15-10-2016 | Hitnotering: 11-06-2016 t/m 15-10-2016 | Hitnotering: 11-06-2016 t/m 15-10-2016 | Hitnotering: 11-06-2016 t/m 15-10-2016 |
| Week:                                  | 1                                      | 2                                      | 3                                      | 4                                      | 5                                      | 6                                      | 7                                      | 8                                      | 9                                      | 10                                     | 11                                     | 12                                     | 13                                     | 14                                     | 15                                     | 16                                     | 17                                     | 18                                     | 19                                     |                                        |
| -------------------------------------- | -------------------------------------- | -------------------------------------- | -------------------------------------- | -------------------------------------- | -------------------------------------- | -------------------------------------- | -------------------------------------- | -------------------------------------- | -------------------------------------- | -------------------------------------- | -------------------------------------- | -------------------------------------- | -------------------------------------- | -------------------------------------- | -------------------------------------- | -------------------------------------- | -------------------------------------- | -------------------------------------- | -------------------------------------- | -------------------------------------- |
| Positie:                               | 81                                     | 68                                     | 53                                     | 34                                     | 26                                     | 19                                     | 19                                     | 21                                     | 20                                     | 29                                     | 31                                     | 32                                     | 34                                     | 36                                     | 39                                     | 53                                     | 57                                     | 61                                     | 87                                     | uit                                    |

### NederlandseMega Top 50
| Hitnotering: 11-06-2016 t/m 01-10-2016 | Hitnotering: 11-06-2016 t/m 01-10-2016 | Hitnotering: 11-06-2016 t/m 01-10-2016 | Hitnotering: 11-06-2016 t/m 01-10-2016 | Hitnotering: 11-06-2016 t/m 01-10-2016 | Hitnotering: 11-06-2016 t/m 01-10-2016 | Hitnotering: 11-06-2016 t/m 01-10-2016 | Hitnotering: 11-06-2016 t/m 01-10-2016 | Hitnotering: 11-06-2016 t/m 01-10-2016 | Hitnotering: 11-06-2016 t/m 01-10-2016 | Hitnotering: 11-06-2016 t/m 01-10-2016 | Hitnotering: 11-06-2016 t/m 01-10-2016 | Hitnotering: 11-06-2016 t/m 01-10-2016 | Hitnotering: 11-06-2016 t/m 01-10-2016 | Hitnotering: 11-06-2016 t/m 01-10-2016 | Hitnotering: 11-06-2016 t/m 01-10-2016 | Hitnotering: 11-06-2016 t/m 01-10-2016 | Hitnotering: 11-06-2016 t/m 01-10-2016 | Hitnotering: 11-06-2016 t/m 01-10-2016 |
| Week:                                  | 1                                      | 2                                      | 3                                      | 4                                      | 5                                      | 6                                      | 7                                      | 8                                      | 9                                      | 10                                     | 11                                     | 12                                     | 13                                     | 14                                     | 15                                     | 16                                     | 17                                     |                                        |
| -------------------------------------- | -------------------------------------- | -------------------------------------- | -------------------------------------- | -------------------------------------- | -------------------------------------- | -------------------------------------- | -------------------------------------- | -------------------------------------- | -------------------------------------- | -------------------------------------- | -------------------------------------- | -------------------------------------- | -------------------------------------- | -------------------------------------- | -------------------------------------- | -------------------------------------- | -------------------------------------- | -------------------------------------- |
| Positie:                               | 47                                     | 39                                     | 28                                     | 28                                     | 22                                     | 13                                     | 21                                     | 17                                     | 17                                     | 26                                     | 26                                     | 19                                     | 21                                     | 23                                     | 31                                     | 31                                     | 47                                     | uit                                    |